# Шлюнгвиц

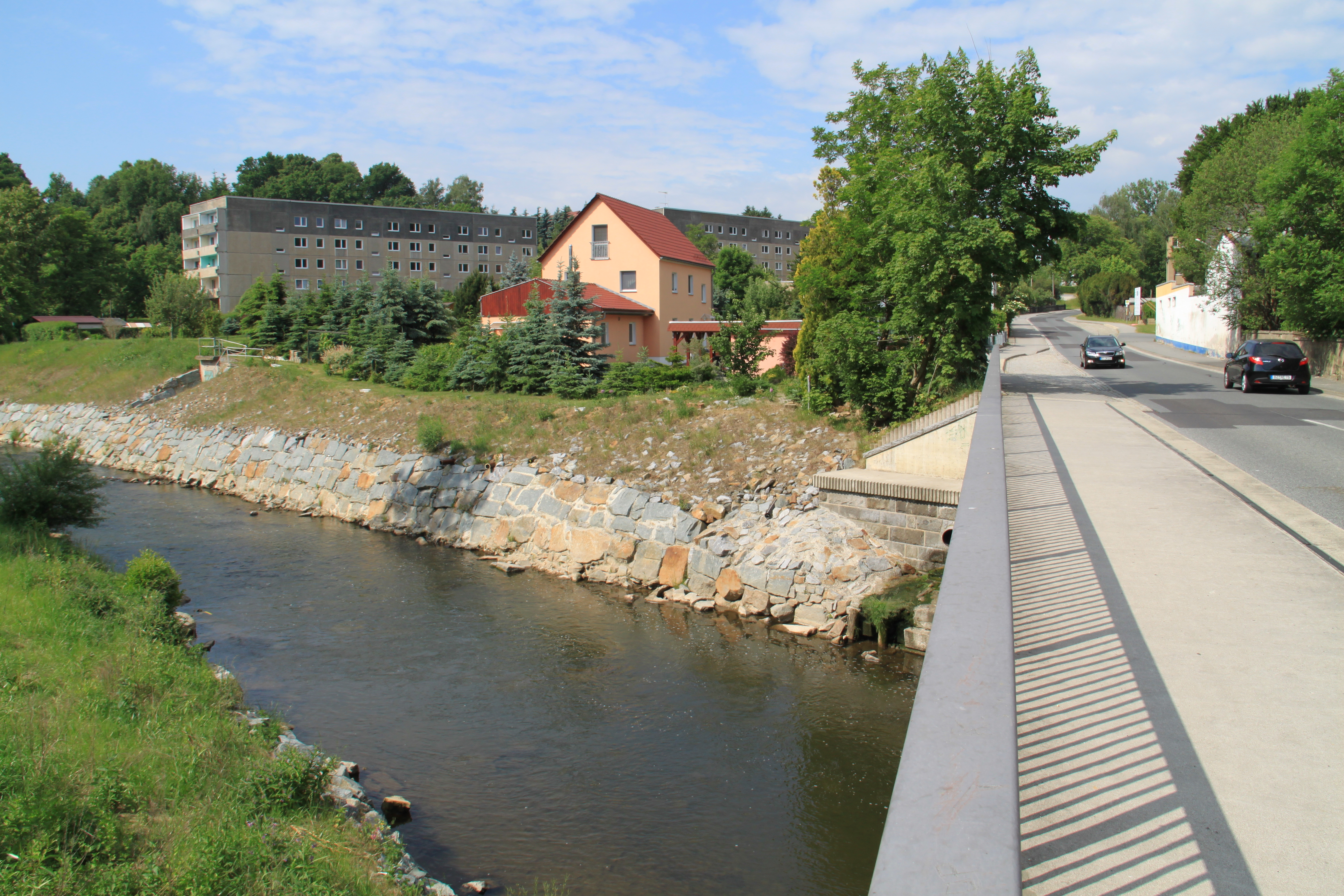

Шлюнгвиц или Слонкецы (нем. Schlungwitz; в.-луж. Słónkecyо файле) — деревня в Верхней Лужице, Германия. Входит в состав коммуны Добершау-Гаусиг района Баутцен в земле Саксония. Подчиняется административному округу Дрезден.

## География
Граничит с деревнями Грубельчицы (Hrubjelčicy, Grubschütz) на севере, Добруша (Dobruša, Doberschau) на северо-востоке, Джежникецы коммуны Обергуриг (Dźěžnikecy, Singwitz) на юго-востоке, Чорне-Нослицы (Čorne Noslicy, Schwarznaußlitz) на юге и Чехорецы (Ćěchorjecy, Techritz) на северо-западе.

## История
Впервые упоминается в 1363 году под наименованием Слонкевич (Slonkewicz).
С 1950 по 1994 года деревня входила в состав коммуны Добершау. С 1994 по 1999 года — в состав коммуны Гнашвиц-Добершау. С 1999 года входит в состав коммуны Добершау-Гаусиг.
В настоящее время деревня входит в состав культурно-территориальной автономии «Лужицкая поселенческая область», на территории которой действуют законодательные акты земель Саксонии и Бранденбурга, содействующие сохранению лужицких языков и культуры лужичан.

## Население
Согласно статистическому сочинению «Dodawki k statisticy a etnografiji łužickich Serbow» Арношта Муки в 1884 году проживало 110 человек (из них — 95 серболужичан (86 %)).
Официальным языком в населённом пункте, помимо немецкого, является также верхнелужицкий язык.
| 1834 | 1871 | 1890 | 1910 | 1925 | 2011 |
| ---- | ---- | ---- | ---- | ---- | ---- |
| 61   | 84   | 122  | 101  | 128  | 234  |